# Épagneul picard
De épagneul picard is een hondenras dat afkomstig is uit Frankrijk. Het ras komt uit de Franse provincie Picardië en is verwant aan de Engelse setter, de épagneul bleu de Picardie en de épagneul français. Het dier is vooral in gebruik als jachthond en dan met name bij de jacht op waterwild. Een volwassen reu is ongeveer 59 centimeter hoog, een volwassen teef ongeveer 58 centimeter. Ze bereiken een gewicht tussen de 20 en 25 kilogram.
Bracco italiano ·
Braque d'Auvergne ·
Braque de l'Ariège ·
Braque du Bourbonnais ·
Braque Dupuy ·
Braque français ·
Braque Saint-Germain ·
Český fousek ·
Drentsche patrijshond ·
Duitse staande hond (draadhaar) ·
… (korthaar) ·
… (langhaar) ·
… (stekelhaar) ·
Engelse setter ·
Épagneul bleu de Picardie ·
Épagneul breton ·
Épagneul de Pont-Audemer ·
Épagneul français ·
Épagneul picard ·
Gammel dansk hønsehund ·
Gordon setter ·
Griffon Boulet ·
Griffon Korthals ·
Grote münsterländer ·
Ierse setter ·
Kleine münsterländer ·
Perdigueiro de Burgos ·
Perdigueiro português ·
Poedelpointer ·
Pointer ·
Slovenský hrubosrstý stavač ·
Spinone italiano ·
Stabij ·
Vizsla ·
Weimarse staande hond